# کیم وو سوک (بازیگر)
کیم وو سوک (کره‌ای: 김우석؛ زادهٔ ۳ مارس ۱۹۹۴) بازیگر اهل کره جنوبی است. او حرفهٔ بازیگری خود را در سال ۲۰۱۷ آغاز کرد. کیم به خاطر ایفای نقش در لاو پلی لیست، پلیس‌های تازه‌کار و دادستان نظامی دوبرمن شناخته می‌شود.

## فیلم‌شناسی

### مجموعه تلویزیونی
| سال  | عنوان                                 | نقش        | توضیحات      | منابع        |
| ---- | ------------------------------------- | ---------- | ------------ | ------------ |
| ۲۰۱۸ | صدا ۲                                 | جین سو یول |              | [ ۳ ] [ ۴ ]  |
| ۲۰۱۹ | صدا ۳                                 | جین سو یول |              | [ ۳ ] [ ۴ ]  |
| ۲۰۱۹ | دراما استیج – عموی من آدری هپبورن است | جون هو     |              | [ ۵ ] [ ۶ ]  |
| ۲۰۲۰ | بخشی از ذهن تو                        | به جین سو  |              | [ ۳ ]        |
| ۲۰۲۱ | صدا ۴                                 | جین سو یول | حضور افتخاری | [ ۷ ]        |
| ۲۰۲۱ | دراما استیج – لاکی                    | کیم چول سو |              | [ ۸ ]        |
| ۲۰۲۲ | دادستان نظامی دوبرمن                  | نو ته نام  |              | [ ۹ ] [ ۴ ]  |
| ۲۰۲۲ | ازدواج ممنوع                          | لی شین وون |              | [ ۱۰ ] [ ۴ ] |

### مجموعه اینترنتی
| سال  | عنوان           | نقش           | توضیحات | منابع        |
| ---- | --------------- | ------------- | ------- | ------------ |
| ۲۰۱۷ | لاو پلی لیست    | چوی سونگ هیوک | فصل ۲–۳ | [ ۳ ] [ ۱۱ ] |
| ۲۰۱۸ | لاو پلی لیست    | چوی سونگ هیوک | فصل ۲–۳ | [ ۳ ] [ ۱۱ ] |
| ۲۰۱۹ | Ghost Vros      | لیم هیون دو   |         | [ ۱۲ ]       |
| ۲۰۲۱ | نوشتن سرنوشت تو | جونگ با روم   |         | [ ۷ ] [ ۱۳ ] |
| ۲۰۲۲ | پلیس‌های تازه‌کار | سو بوم جو     |         | [ ۳ ] [ ۱۴ ] |

## تئاتر موزیکال
| سال  | عنوان               | منابع  |
| ---- | ------------------- | ------ |
| ۲۰۱۷ | کتاب قرمز           | [ ۱۵ ] |
| ۲۰۱۹ | Thrill Me           | [ ۱۵ ] |
| ۲۰۲۰ | زمانی بین سگ و گربه | [ ۱۵ ] |
| ۲۰۲۱ | Thrill Me           | [ ۱۵ ] |